# Jabalaha I
Jabalaha I był kolejnym, po Mar Ahai, biskupem Seleucji-Ktezyfonu. Przysługiwał mu również tytuł Wielkiego Metropolity. Jego pontyfikat zaczął się po śmierci poprzednika. Został konsekrowany w 415 roku i swój urząd pełnił do 420 roku. Podobnie jak jego poprzednicy jest uznawany przez kościoły wywodzące się z Kościoła Wschodu, za jednego z tradycyjnych Patriarchów Wschodu.

## Życie
Fragment Kroniki Bar Hebraeusa:

Po Mar Ahai, Mar Jab-allaha. Jego imię oznacza "Dar boży". Był bardzo pobożnym i uczonym człowiekiem. Został konsekrowany w szesnastym roku panowania Jezdegerda, króla Persów. Mówi się, że dokonał cudu, wskrzeszając umarłego. Był bardzo poważany przez Persów. W piątym roku swego pontyfikatu miał wizję, która ostrzegała go przed Jezdegerdem- według niej szach miał oszaleć i rozpocząć kolejne prześladowania chrześcijan. Pogrążony w modlitwie po wizji, zmarł i odszedł do naszego Pana.